# Лесник (сериал)
«Лесни́к» — российский детективный сериал, премьера которого состоялась 4 апреля 2011 года на телеканале НТВ.

## Сюжет
Бывший спецназовец Леонид Зубов работает лесником в тайге. Вместе со своими единомышленниками он раскрывает преступления, связанные с браконьерством, незаконным предпринимательством, криминалом на вверенной ему территории, а также помогает жителям местной деревни Ольховки бороться с чрезвычайными ситуациями и решать личные проблемы. В Зубова влюблена сельский фельдшер Вера Большаева, что ставит его самого перед непростым вопросом - способен ли он полюбить другую женщину после трагической гибели жены. Неоценимую помощь Леониду оказывает его друг детства, охотник Глеб Сивый, а хорошее прикрытие обеспечивает товарищ старший следователь прокуратуры Виктор Дронов.

## Съемки
Съёмки сериала проходили в Брянской области, в Твери, Москве и Подмосковье. Сцены из леса были отсняты в брянских лесах. Когда съёмки проходили зимой, некоторые сцены приходилось переснимать из-за плохих погодных условий. В некоторых сценах присутствуют реальные жители местных сёл. Жители деревень предоставляли для съемок свои дома.

## В ролях
- Олег Штефанко — Зубов Леонид Матвеевич.
- Алексей Булдаков — Сивый Глеб Терентьевич
- Анна Большова — Большаева Вера Дмитриевна